# Джесап (Джорджія)
Джесап (англ. Jesup) — місто (англ. city) в США, в окрузі Вейн штату Джорджія. Населення — 9809 осіб (2020).

## Географія
Джесап розташований за координатами 31°36′0″ пн. ш. 81°53′20″ зх. д. / 31.60000° пн. ш. 81.88889° зх. д. (31.600020, -81.888783).  За даними Бюро перепису населення США в 2010 році місто мало площу 43,07 км², з яких 42,50 км² — суходіл та 0,57 км² — водойми.

### Клімат
Місто знаходиться у зоні, котра характеризується вологим субтропічним кліматом. Найтепліший місяць — липень із середньою температурою 27.4 °C (81.3 °F). Найхолодніший місяць — січень, із середньою температурою 9.9 °С (49.9 °F).
| Клімат Джесапа          | Клімат Джесапа | Клімат Джесапа | Клімат Джесапа | Клімат Джесапа | Клімат Джесапа | Клімат Джесапа | Клімат Джесапа | Клімат Джесапа | Клімат Джесапа | Клімат Джесапа | Клімат Джесапа | Клімат Джесапа | Клімат Джесапа |
| Показник                | Січ.           | Лют.           | Бер.           | Квіт.          | Трав.          | Черв.          | Лип.           | Серп.          | Вер.           | Жовт.          | Лист.          | Груд.          | Рік            |
| Абсолютний максимум, °C | 28,3           | 30             | 32,8           | 36,7           | 37,8           | 39,4           | 41,7           | 38,9           | 37,2           | 36,1           | 32,2           | 28,9           | 41,7           |
| Середній максимум, °C   | 16,9           | 19             | 22,7           | 26,8           | 30,1           | 32,4           | 33,7           | 32,9           | 30,7           | 26,7           | 22,2           | 18             | 26             |
| Середня температура, °C | 9,9            | 11,6           | 15             | 18,8           | 22,6           | 25,8           | 27,4           | 26,8           | 24,8           | 19,7           | 14,8           | 10,9           | 19             |
| Середній мінімум, °C    | 3              | 4,1            | 7,3            | 10,7           | 15             | 19,3           | 21             | 20,8           | 18,8           | 12,7           | 7,6            | 3,9            | 12             |
| Абсолютний мінімум, °C  | −16,1          | −10,6          | −7,8           | −2,8           | 2,8            | 6,7            | 12,8           | 12,2           | 2,2            | −2,8           | −8,9           | −13,3          | −16,1          |
| Норма опадів, мм        | 100            | 92             | 117            | 71             | 91             | 148            | 164            | 168            | 103            | 78             | 57             | 77             | 1267           |
| Днів з опадами          | 8              | 7              | 7              | 5              | 7              | 10             | 12             | 11             | 8              | 5              | 5              | 6              | 92             |
| ----------------------- | -------------- | -------------- | -------------- | -------------- | -------------- | -------------- | -------------- | -------------- | -------------- | -------------- | -------------- | -------------- | -------------- |
| Джерело: Weatherbase    |                |                |                |                |                |                |                |                |                |                |                |                |                |

## Демографія
Згідно з переписом 2010 року, у місті мешкало 10 214 осіб у 3184 домогосподарствах у складі 2141 родини. Густота населення становила 237 осіб/км².  Було 3663 помешкання (85/км²).
Расовий склад населення:
| - 53,1 % — білих - 40,1 % — чорних або афроамериканців - 0,9 % — азіатів - 0,6 % — корінних американців - 2,7 % — осіб інших рас |

До двох чи більше рас належало 2,7 %. Частка іспаномовних становила 9,2 % від усіх жителів.
За віковим діапазоном населення розподілялося таким чином: 22,1 % — особи молодші 18 років, 65,0 % — особи у віці 18—64 років, 12,9 % — особи у віці 65 років та старші. Медіана віку мешканця становила 37,2 року. На 100 осіб жіночої статі у місті припадало 133,9 чоловіків;  на 100 жінок у віці від 18 років та старших — 143,3 чоловіків також старших 18 років.
Середній дохід на одне домашнє господарство  становив 44 963 долари США (медіана — 32 188), а середній дохід на одну сім'ю — 53 655 доларів (медіана — 42 741). Медіана доходів становила 39 688 доларів для чоловіків та 31 346 доларів для жінок. За межею бідності перебувало 31,6 % осіб, у тому числі 44,4 % дітей у віці до 18 років та 5,6 % осіб у віці 65 років та старших.
Цивільне працевлаштоване населення становило 2883 особи. Основні галузі зайнятості: освіта, охорона здоров'я та соціальна допомога — 25,3 %, роздрібна торгівля — 13,9 %, виробництво — 11,0 %, мистецтво, розваги та відпочинок — 10,6 %.